# Віларіню (Віла-Верде)
Віларіню (порт. Vilarinho; МФА: [vi.ɫɐ.ˈɾi.ɲu]) — парафія в Португалії, у муніципалітеті Віла-Верде. Розташована в північно-західній частині країни, на теренах історичної португальської провінції Дору-Міню. Входить до складу округу Брага. За адміністративним поділом, чинним до 1976 року, терени парафії були складовою провінції Міню. Належить до Бразької архідіоцезії Католицької церкви. Патрон — святий Мамант. Площа — 1,3090 км². Населення — 410 ос. (2011). Слабо урбанізований регіон. Густота населення — 313,22 осіб/км²
. Код — 031358.

## Населення
| Кількість мешканців | Кількість мешканців | Кількість мешканців | Кількість мешканців | Кількість мешканців | Кількість мешканців | Кількість мешканців | Кількість мешканців | Кількість мешканців | Кількість мешканців | Кількість мешканців | Кількість мешканців | Кількість мешканців | Кількість мешканців | Кількість мешканців |
| ------------------- | ------------------- | ------------------- | ------------------- | ------------------- | ------------------- | ------------------- | ------------------- | ------------------- | ------------------- | ------------------- | ------------------- | ------------------- | ------------------- | ------------------- |
| 1864                | 1878                | 1890                | 1900                | 1911                | 1920                | 1930                | 1940                | 1950                | 1960                | 1970                | 1981                | 1991                | 2001                | 2011                |
| 331                 | 355                 | 337                 | 336                 | 357                 | 398                 | 423                 | 364                 | 445                 | 331                 | 304                 | 317                 | 360                 | 395                 | 410                 |